# بيغي بيكر
بيغي بيكر هي مصممة رقص كندية، ولدت في 22 أكتوبر 1952 في إدمونتون في كندا.